# Tišnov
Tišnov (v horském nářečí Tišňuv, německy Tischnowitz) je město v okrese Brno-venkov v Jihomoravském kraji. Rozkládá se v Boskovické brázdě, 22 km severozápadně od Brna, nedaleko soutoku Svratky a Loučky. Žije zde přibližně 9 200 obyvatel.
Město se dělí do pěti částí ve čtyřech katastrálních územích, které tvoří tři nesousedící územní celky: Jeden celek je tvořen částmi Hajánky, Hájek (v k. ú. Hájek u Tišnova) a Jamné (v k. ú. Jamné u Tišnova); druhý tvoří část Pejškov (v k. ú. Pejškov u Tišnova) a třetí samotný Tišnov (v k. ú. Tišnov).

## Název
Na (středověkou) vesnici bylo přeneseno původní pojmenování jejích obyvatel Tušenovici, které bylo odvozeno od osobního jména Tušen a znamenalo „Tušenovi lidé“. Záměna přípony -ici (> -ice) za -ov (proběhla i u jiných jmen sídel, např. Holešova, Jimramova, Prostějova) je doložena už v nejstarším dokladu z roku 1233, ale ustálila se až kolem poloviny 15. století (do té doby se v dokladech vyskytuje podoba jména zakončená na -ice). Podoba Tišnov je zřejmě výsledek hláskového vývoje Tušenovice > Tušoňovice > Tušňovice > Ťušňovice > Tišňov(ice) > Tišnov. Německé Tischnowitz vzniklo z českého tvaru zakončeného ještě na -ovice.

## Historie

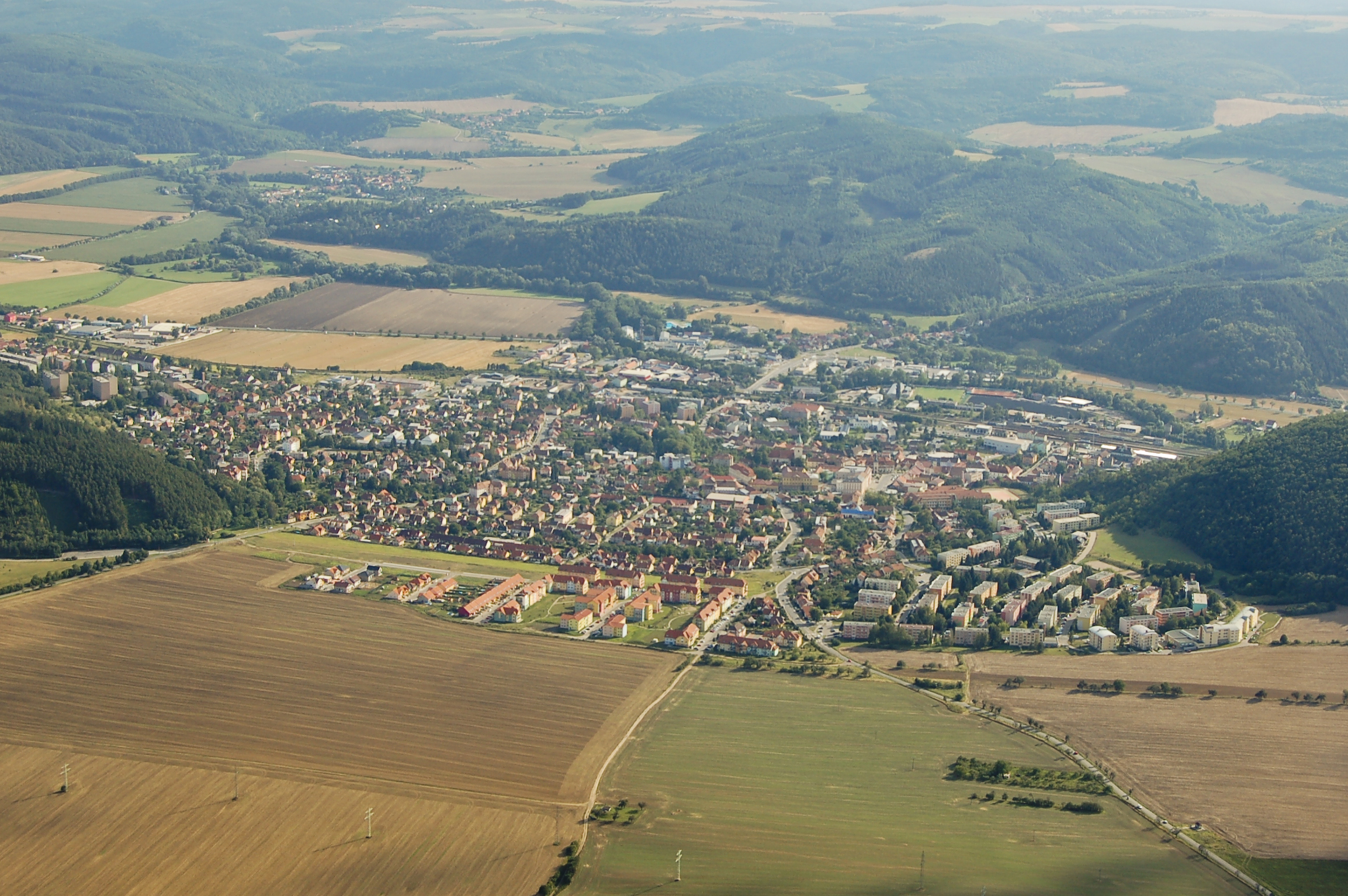
Letecký pohled od severu

První dochovaná zmínka o Tišnově (Thusnow) se nalézá v listině z roku 1233, v níž je zmiňován cisterciácký klášter Porta Coeli založený o tři roky dříve Konstancií Uherskou (1181–1240), vdovou po Přemyslu Otakarovi I. (1155–1230). Po založení kláštera mu byl Tišnov moravským markrabětem Přemyslem (bratrem krále Václava I.) darován. Tišnov se stal brzo tržním a správním centrem klášterního panství. Už v roce 1240 byl uváděn jako osada s trhovými právy.
Město bylo vypáleno za husitských bojů roku 1428 a škod nezůstalo ušetřeno ani za třicetileté války. Velké škody pro Tišnov znamenaly požáry v roce 1668 a následující tři na počátku 18. století. V majetku kláštera zůstal až do jeho zrušení roku 1782.
Významný impuls pro rozvoj města znamenala roku 1885 zavedená železnice, která město spojuje s Brnem. O dvacet let později byla postavena navazující trať do Žďáru nad Sázavou a v roce 1953 byla postavena přes Tišnov nová dvojkolejná trať Brno – Havlíčkův Brod. Původní trať do Brna je známá pod jménem stará Tišnovka. Roku 1900 bylo v Tišnově otevřeno sanatorium, dnešní krajská nemocnice.
Tišnov se již ve 13. století vyvinul v městečko, roku 1416 mu bylo králem Václavem IV. uděleno právo konat výroční trh. Na město byl Tišnov povýšen roku 1788. Tišnov byl do roku 1848 sídlem správy tišnovského panství. V roce 1850 pod názvem Tišnov obec v okrese Tišnov, v letech 1869–1890 obec v okrese Brno-okolí, v letech 1900–1950 obec v okrese Tišnov. (V letech 1896–1960 byl Tišnov okresním městem.) V letech 1961–1970 obec v okrese Brno-venkov, v roce 1991 obec v okrese Brno-venkov. Od roku 2003 je Tišnov obcí s rozšířenou působností, jeho správní obvod čítá celkem 59 obcí.
V letech 1953–1990 bylo součástí Tišnova i Předklášteří, od 1. července 1980 do 23. listopadu 1990 Lomnička a Šerkovice a od 1. ledna 1986 do 23. listopadu 1990 také Vohančice.
V roce 2009 Tišnov zvítězil ve své kategorii v soutěži Obec přátelská rodině.

## Obyvatelstvo
| Rok            | 1869  | 1880  | 1890  | 1900  | 1910  | 1921  | 1930  | 1950  | 1961  | 1970  | 1980  | 1991  | 2001  | 2011  | 2021  |
| -------------- | ----- | ----- | ----- | ----- | ----- | ----- | ----- | ----- | ----- | ----- | ----- | ----- | ----- | ----- | ----- |
| Počet obyvatel | 3 109 | 3 182 | 3 379 | 3 567 | 3 918 | 4 021 | 4 791 | 5 223 | 5 741 | 6 939 | 9 090 | 8 563 | 8 304 | 8 780 | 9 245 |
| Počet domů     | 333   | 353   | 379   | 414   | 482   | 535   | 737   | 948   | 981   | 1 049 | 1 132 | 1 205 | 1 206 | 1 381 | 1 449 |

Vývoj počtu obyvatel města Tišnov
| Rok            | 1869  | 1880  | 1890  | 1900  | 1910  | 1921  | 1930  | 1950  | 1961  | 1970  | 1980  | 1991  | 2001  | 2011  | 2021  |
| -------------- | ----- | ----- | ----- | ----- | ----- | ----- | ----- | ----- | ----- | ----- | ----- | ----- | ----- | ----- | ----- |
| Počet obyvatel | 2 582 | 2 589 | 2 795 | 2 958 | 3 346 | 3 477 | 4 212 | 4 818 | 5 351 | 6 597 | 8 852 | 8 390 | 8 118 | 8 543 | 8 973 |
| Počet domů     | 249   | 260   | 282   | 317   | 379   | 428   | 625   | 827   | 876   | 953   | 1 047 | 1 094 | 1 084 | 1 251 | 1 314 |

Vývoj počtu obyvatel části obce Tišnov

## Doprava

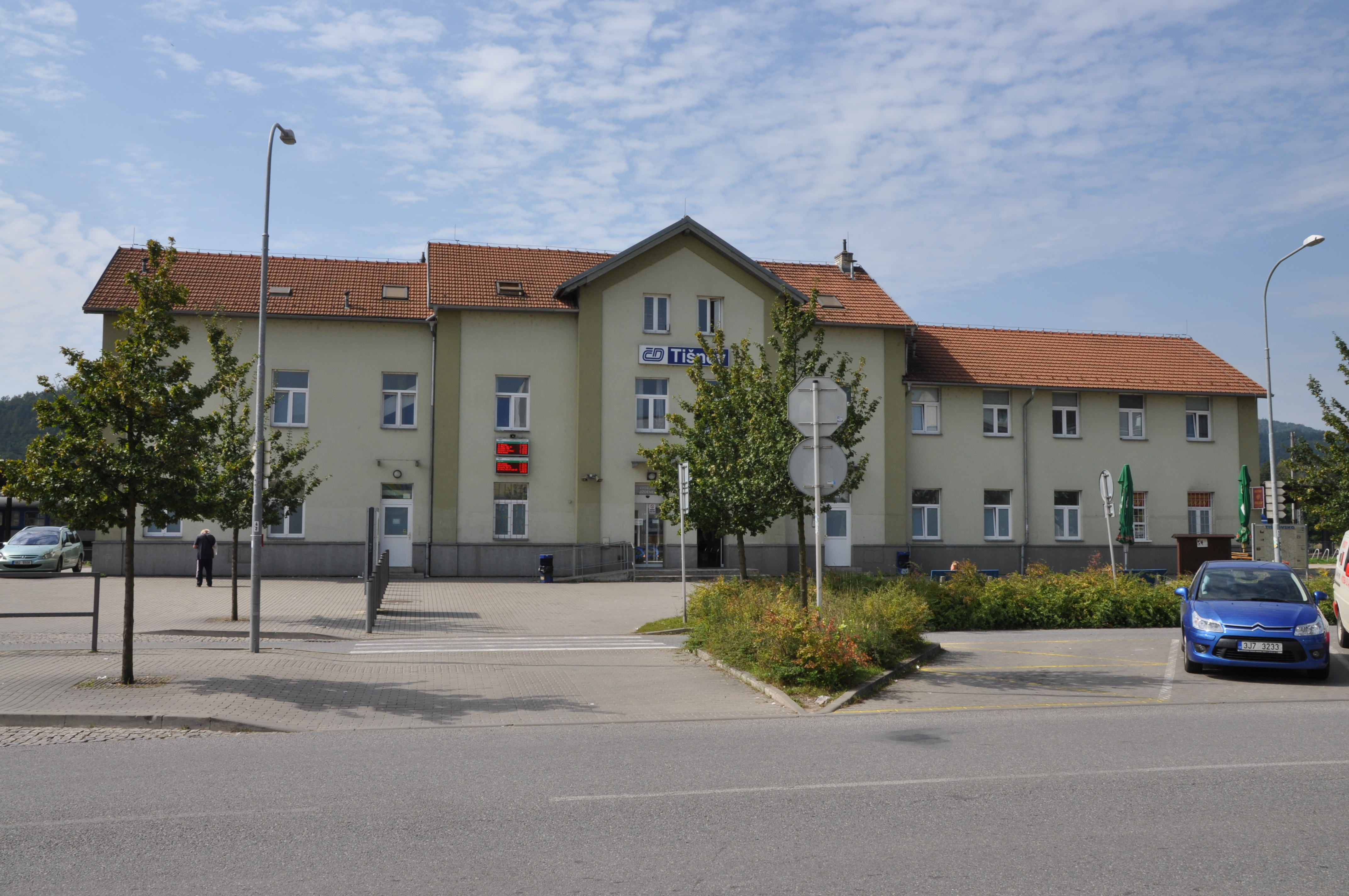
Nádraží v Tišnově

Tišnov leží na křižovatce silnic druhé třídy 385 (Brno – Nové Město na Moravě), 379 (Vyškov – Velká Bíteš) a 377 (Tišnov – Černá Hora – Prostějov). Nájezd na dálnici D1 u Velké Bíteše (exit 162) je od Tišnova vzdálen 21 km.
Městem prochází železniční trať Brno – Havlíčkův Brod, z níž se v Tišnově odpojuje trať přes Nové Město na Moravě do Žďáru nad Sázavou.
Tišnov je důležitým přestupním uzlem Integrovaného dopravního systému Jihomoravského kraje v zóně 330. Spojení zajišťují osobní vlaky na linkách S3 (Břeclav – Brno – Níhov), S31 (Tišnov – Rovné-Divišov), S1 (Tišnov – Brno-Slatina), rychlíky na lince R3 (Tišnov – Brno) a autobusové linky 153, 163, 311, 312, 330, 331, 332, 333, 334, 335 a 336.
Přes Tišnov vede několik cyklotras, z toho některé značené:
- Pražská trasa: Praha (…) Tišnov – Březina – Kopaniny – Veverská Bítýška – hrad Veveří – Brno-Bystrc
- cyklotrasa  1: Nový Dvůr – Veverská Bítýška – Tišnov – Hlinsko – Seč – Ronov nad Doubravou

Částečně značené a připravované trasy:
- cyklotrasa 5172: Tišnov – Veverská Bítýška – Rosice – Bratčice – Židlochovice

## Pamětihodnosti

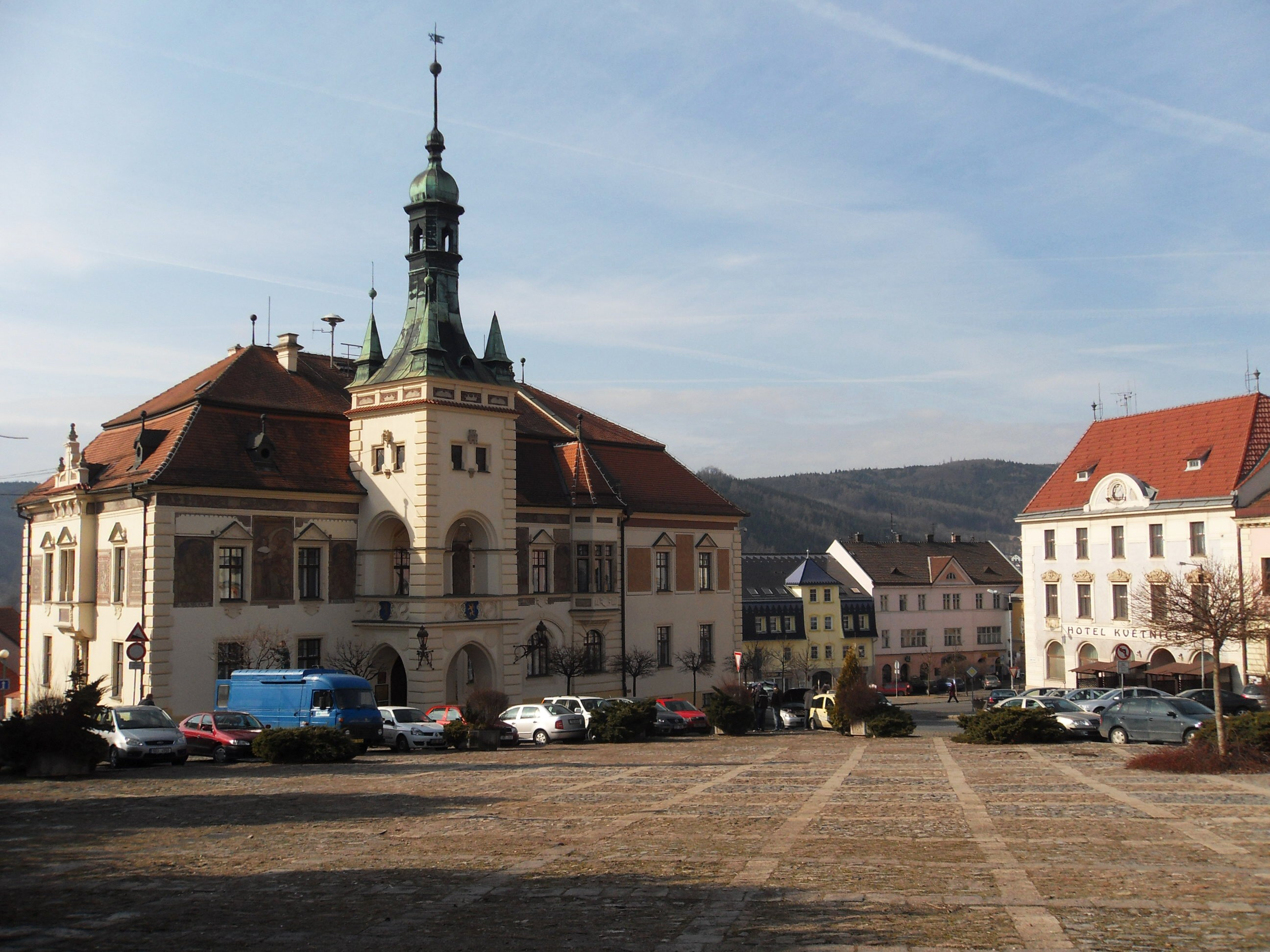
Náměstí Míru s radnicí

Nejvýraznější památkou v okolí Tišnova je cisterciácký klášter Porta Coeli, který však leží v obci Předklášteří. Klášter stojí asi 2 km od tišnovského náměstí.
Na centrálním náměstí Míru stojí novorenesanční radnice a nedaleko od ní původně gotický farní kostel sv. Václava. Nedaleko kostela, v lokalitě Na Hrádku, roste chráněné stromořadí lip velkolistých (evidováno pod názvem Lipové stromořadí Na Hrádku). Ve městě zůstalo zachováno menší množství původních barokních domů. V Riegrově ulici je několik secesních vil chráněných jako kulturní památky. Před vilou Franke roste skupina dvou borovic černých, památných stromů registrovaných pod názvem Borovice u vily Franke.
Mezi významné stavby také patří funkcionalistická budova spořitelny (dnes sídlo Komerční banky) postavená roku 1933 podle projektu vynikajících českých architektů Bohuslava Fuchse a Jindřicha Kumpošta. Ve stylu funkcionalismu byl také postaven Jamborův dům, kde se nachází také Galerie Josefa Jambora. Bohuslav Fuchs je autorem dalších třech tišnovských staveb. Zabýval se také urbanismem hlavního náměstí a přilehlého okolí.
Severozápadní části města dominuje 470 m n. m. vysoký vrch Květnice, významné naleziště vzácných minerálů. V útrobách Květnice je několik menších jeskyní (jedna z nich je pojmenována po místním čestném občanovi Aloisi Královi). Květnice je chráněnou přírodní památkou. Podél silnice od barokní restaurace Na Humpolce k Drásovu stojí chráněné stromořadí lip velkolistých (registrace jako Lipové stromořadí v Tišnově). Na vrcholu kopce Klucanina nad východní částí Tišnova se tyčí od roku 2003 obnovená rozhledna.

### Park pod kostelem

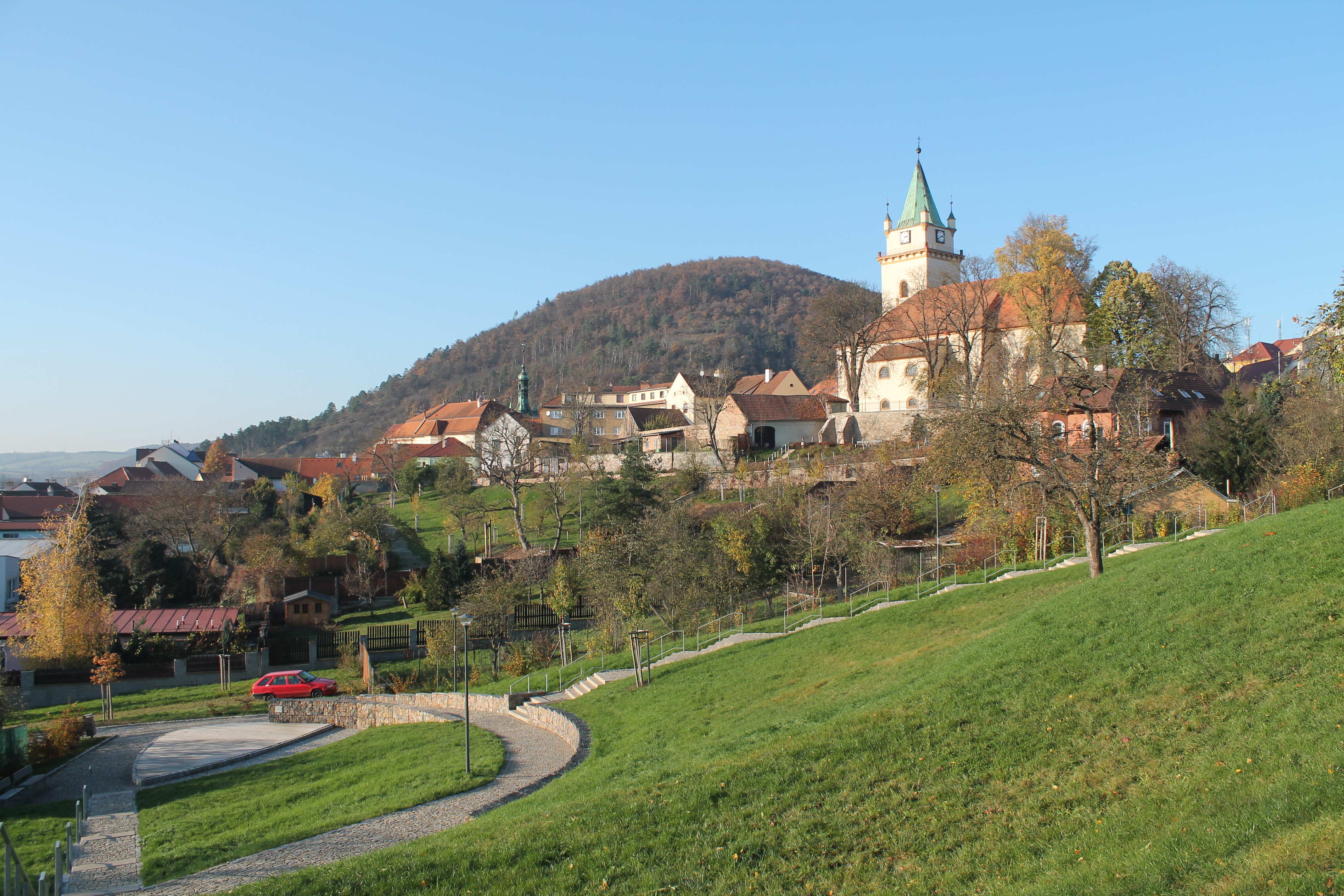
Pohled na město od jihovýchodu a park Hrádek, v pozadí je vrch Květnice, chráněný jako přírodní památka

Na jižním svahu v blízkosti centra od 13. století byly zahrady, které přiléhaly k domům na ulici Radniční, Brněnské a Bezručově. Bohatým výskytem archeologických nálezů z 13. až 16. století je tato lokalita řazena do části historického jádra města. Na základě studie z roku 2000 byl na svahu v letech 2017 až 2018 vybudován park. Je tvořen dvěma nezávislými parkovými plochami: pod kostelem je Farská zahrada a v blízkosti u starého hřbitova je Hrádek.
V lokalitě Na Hrádku v blízkosti starého hřbitova a starého lipového stromořadí bylo instalováno nové osvětlení a terénní nerovnosti zpevněny gabionovými opěrnými zídkami. V horní části bylo postavena terasa s budovou a pod ní dětské hřiště. V dolní části je malý parkový amfiteátr. V členitém a svažitém území je výsadba stromů se zachovalým množstvím starých stromů.
Farská zahrada je pod kostelem svatého Václava pod opěrnou zdí. Tvoří ji pěší promenáda k bráně na historické náměstí. Pod opěrnou zdí se nachází pergola, dětské hřiště a pítko. Trasa je lemována záhony trvalek a teplomilných rostlin, které jsou vysázeny na zídkách. Na svahu pod cestou byl obnoven sad, ve kterém byly ponechány původní staré ovocné stromy. Ve Farské zahradě byl instalován zvon odlitý k stému výročí vzniku republiky do dřevěné zvonice. Autorem zvonice je Milivoj Husák. V roce 2019 byla do zahrady umístěná Lavička Václava Havla, dílo architekta Bořka Šípka. Středem kulatého stolu prochází lípa.
Projekt vypracovala společnost Zahradní a krajinářská tvorba. Práce byly provedeny firmou Gardenline z Litoměřic na ploše 16 700 m². Náklady činily 17 miliónů korun.

## Osobnosti
- Marie Pavlíková (1906–2003), herečka, čestná občanka města Tišnov,[11] v Tišnově je po ní pojmenována ulice

## Kulturní akce
- V budově sokolovny a gymnázia se každý rok na jaře a na podzim koná Mezinárodní expozice minerálů.
- V areálu letního kina se od roku 2009 koná charitativní hudební festival Hudbou pro UNICEF, který organizují občanská sdružení Pro Tišnov a SK HC Tišnov.

## Partnerská města
- Moldava nad Bodvou, Slovensko
- Sereď, Slovensko
- Sulejów, Polsko

## Fotogalerie

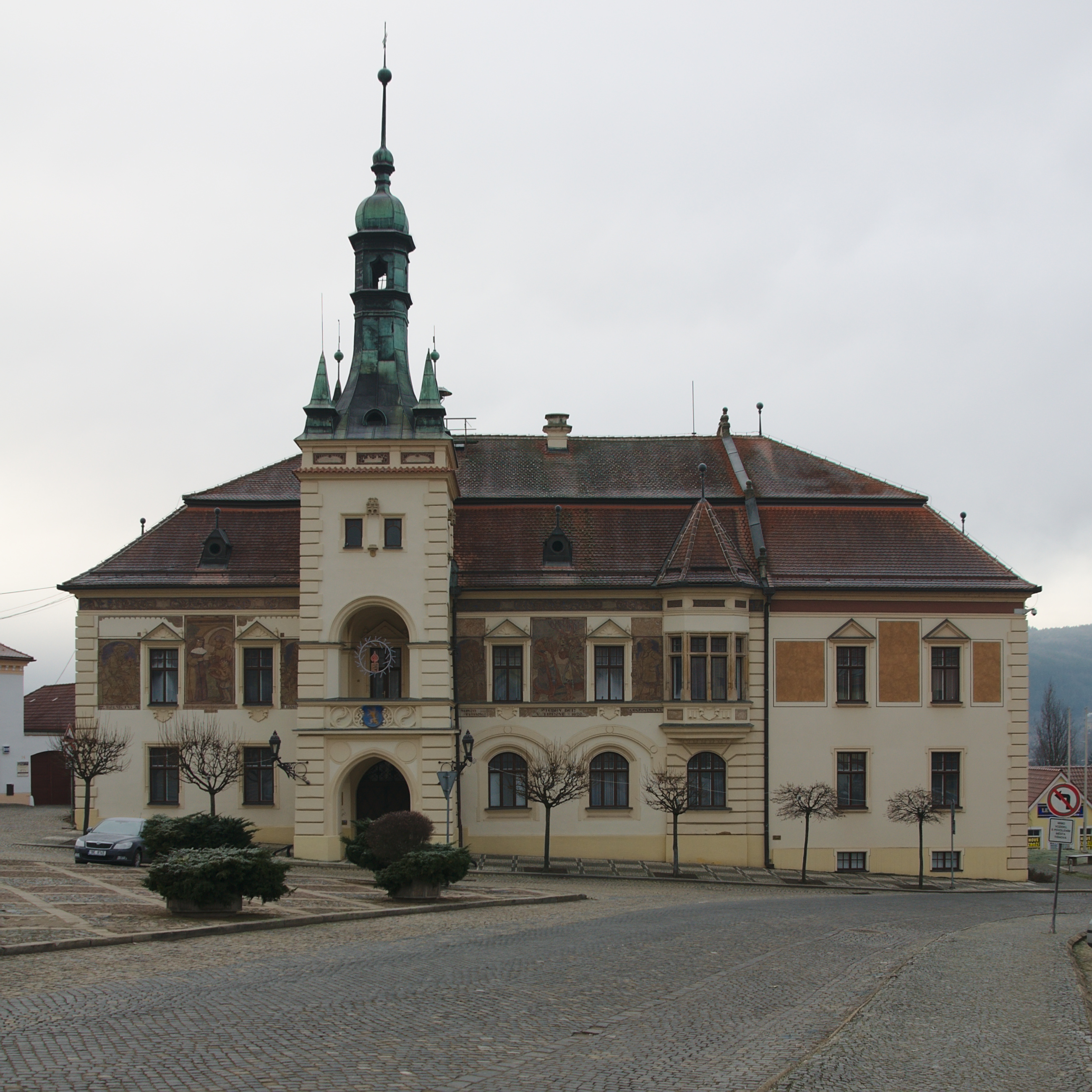
Radnice
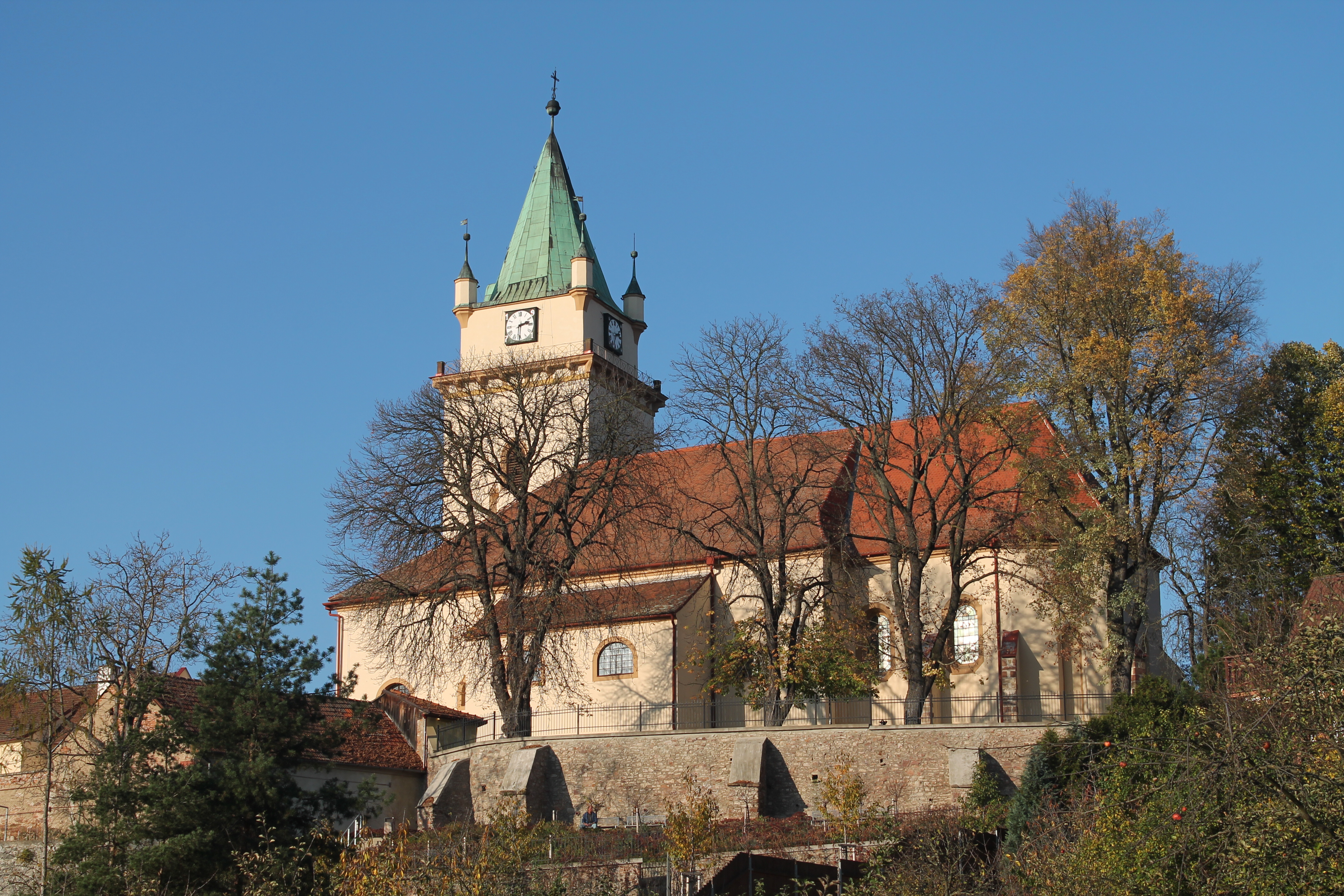
Kostel sv. Václava
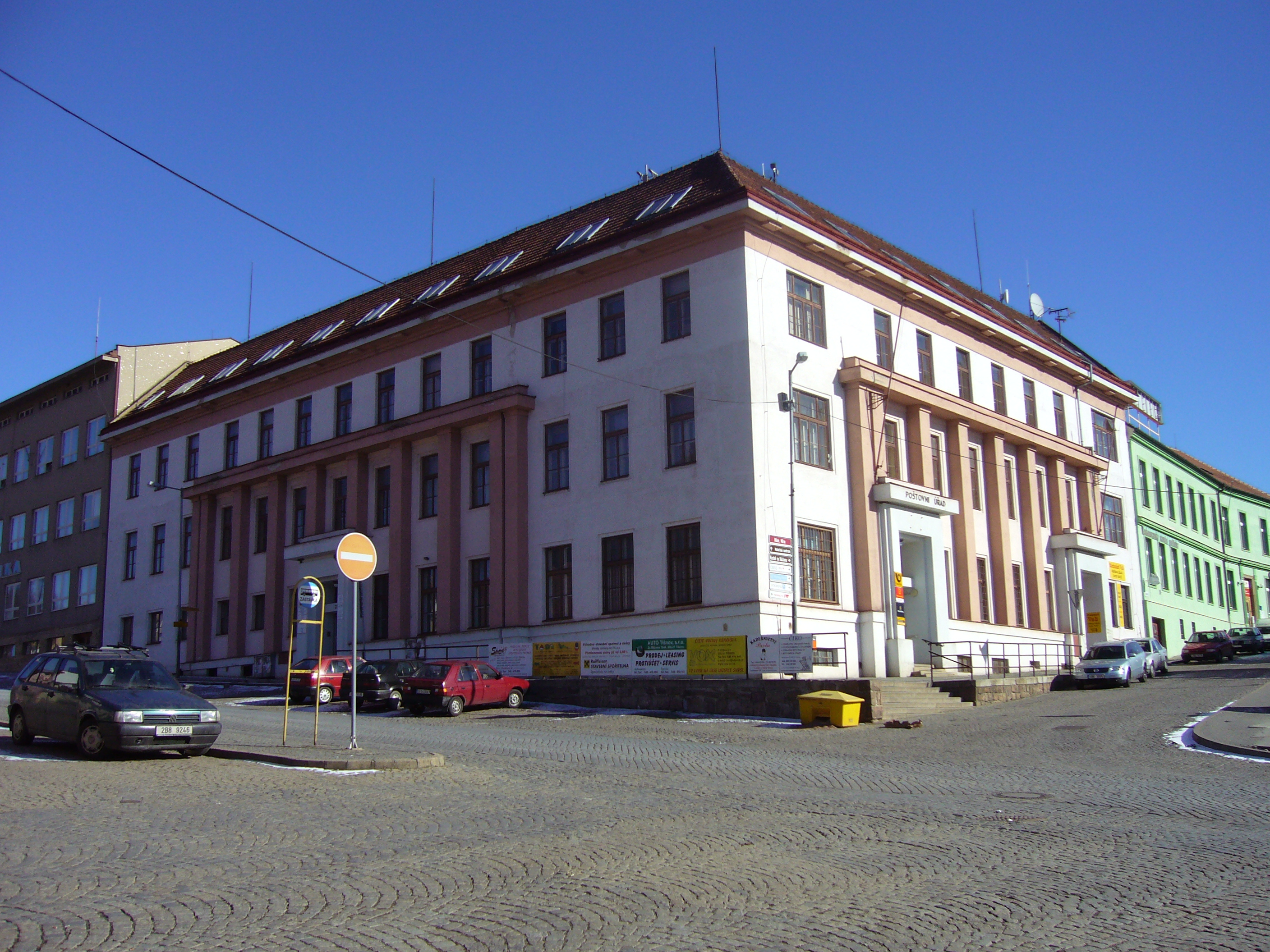
Budova pošty a zemědělského učiliště na náměstí
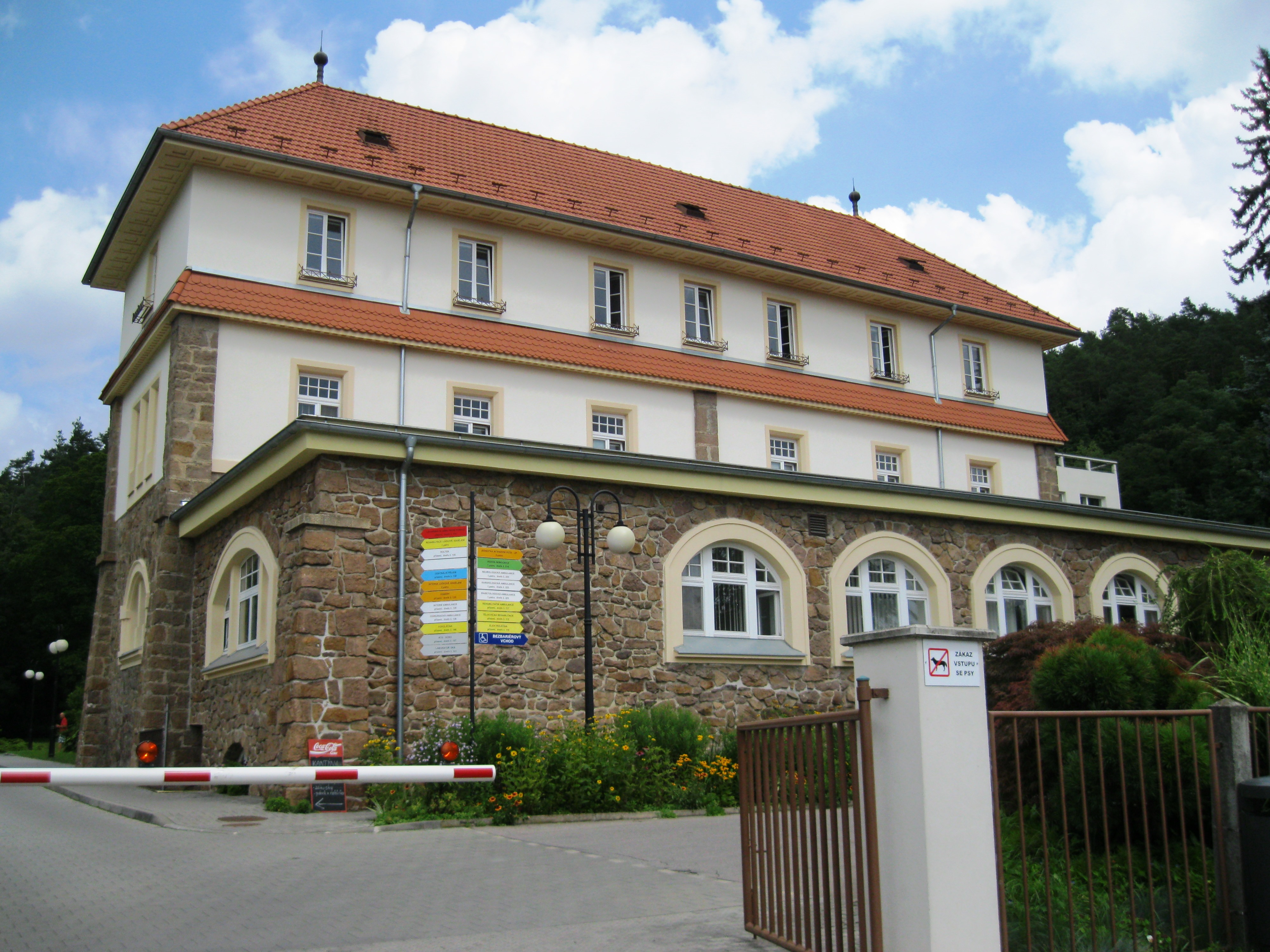
Nemocnice
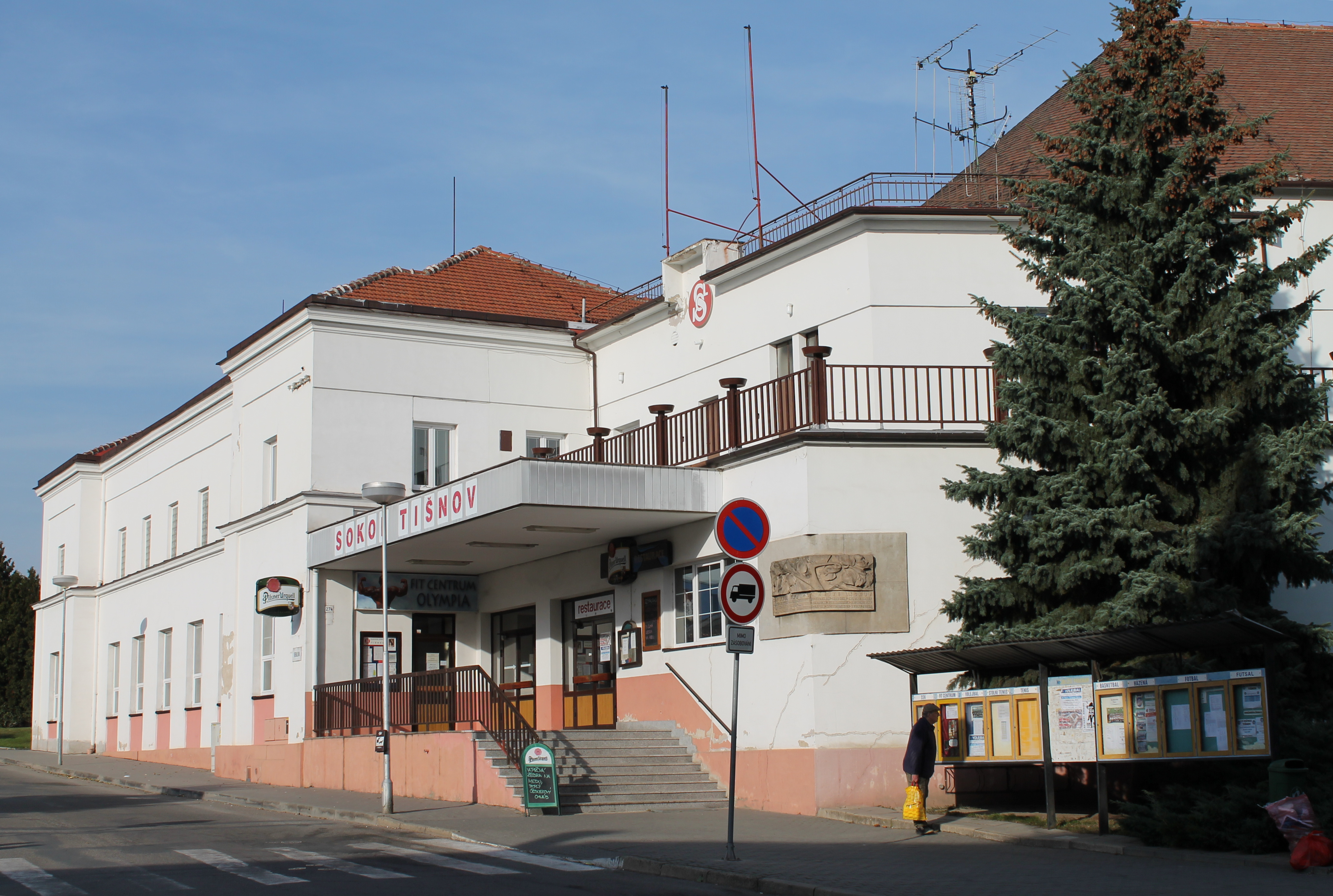
Sokolovna
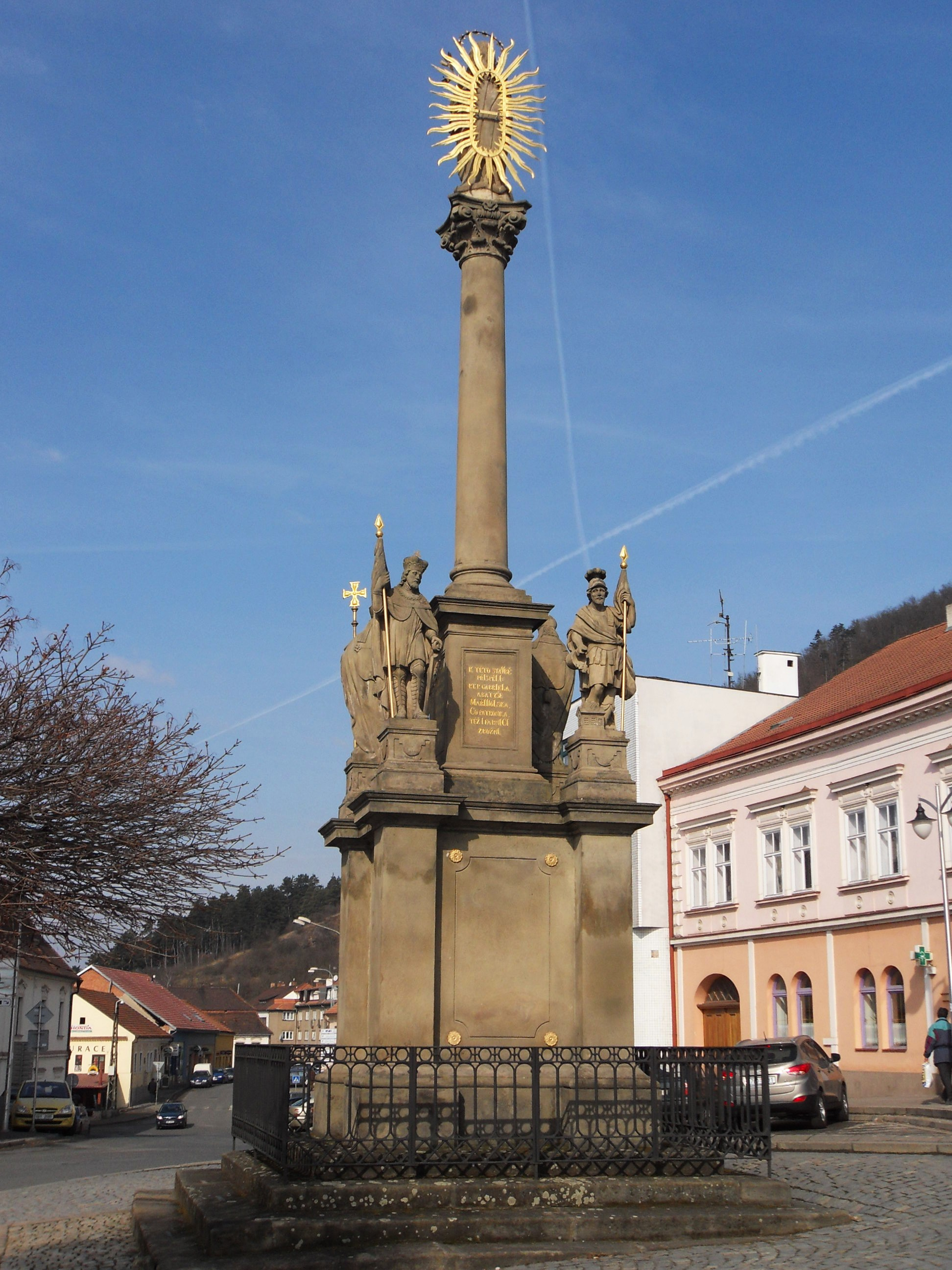
Mariánský sloup
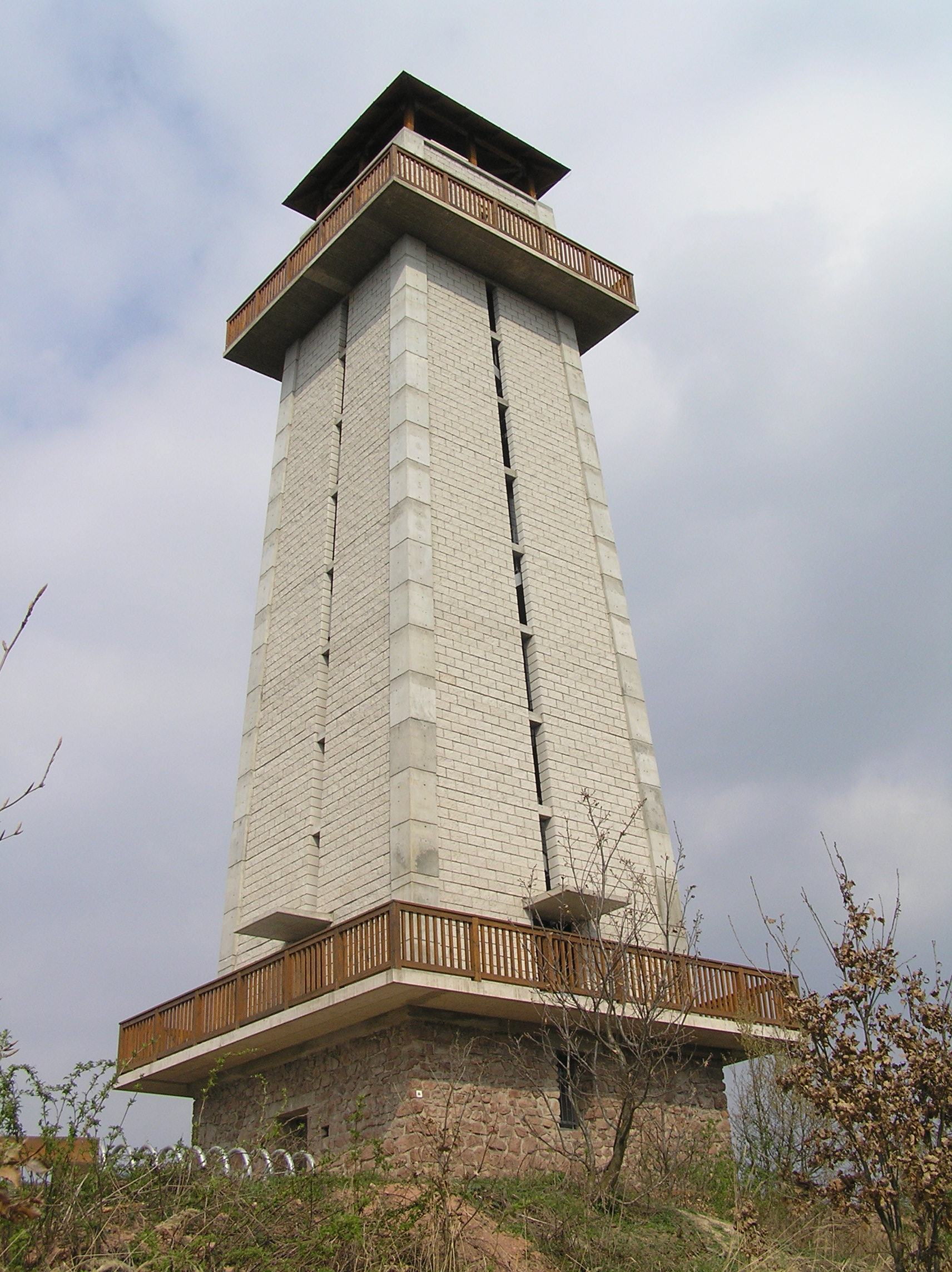
Rozhledna na Klucanině